# منزل عبد العظيم قريب
منزل عبد العظيم قريب (بالفارسية: خانه عبدالعظیم قریب) هو منزل تاريخي يعود إلى عصر القاجاريون، ويقع في مقاطعة آشتيان.